# 51 Eridani
51 Eridani ist ein Stern der Spektralklasse F im Sternbild Eridanus, der etwa 96 Lichtjahre von der Erde entfernt ist. Mit einer scheinbaren Helligkeit von rund 5 mag kann er noch mit dem bloßen Auge beobachtet werden.
51 Eridani gehört zum Beta-Pictoris-Bewegungshaufen, der nach dem Stern Beta Pictoris im Sternbild Maler benannt ist. Die Mitgliedssterne dieses Haufens sind noch relativ jung und haben ein Alter von wahrscheinlich nur etwa 23 Millionen Jahren. Im Jahr 2015 wurde ein 51 Eridani umkreisender Exoplanet entdeckt (→ 51 Eridani b), der durch Direktabbildung nachgewiesen werden konnte. Der Stern nach Beobachtungen des Herschel-Weltraumteleskops ist außerdem von einer Trümmerscheibe umgeben, deren innere Begrenzung auf etwa 82 AE und deren Masse auf unter 1,6 Erdmassen abgeschätzt wird.